# Contea di Crowley
La contea di Crowley (in inglese Crowley County) è una contea dello Stato del Colorado, negli Stati Uniti. La popolazione al censimento del 2000 era di 5 518 abitanti. Il capoluogo di contea è Ordway.

## Geografia
La contea si trova nel sud-est dello Stato. Il territorio su trova nella regione delle Grandi Pianure, vicino al fiume Arkansas.

### Contee confinanti
- Contea di Lincoln - nord
- Contea di Kiowa - est
- Contea di Otero - sud
- Contea di Pueblo - ovest
- Contea di El Paso - nord-ovest

## Storia
La contea fu istituita nel 1911, da parte della contea di Otero, grazie all'aiuto del senatore John H. Crowley.

## Towns[3]
- Crowley
- Olney Springs
- Ordway (capoluogo)
- Sugar City